# Elhaida Dani

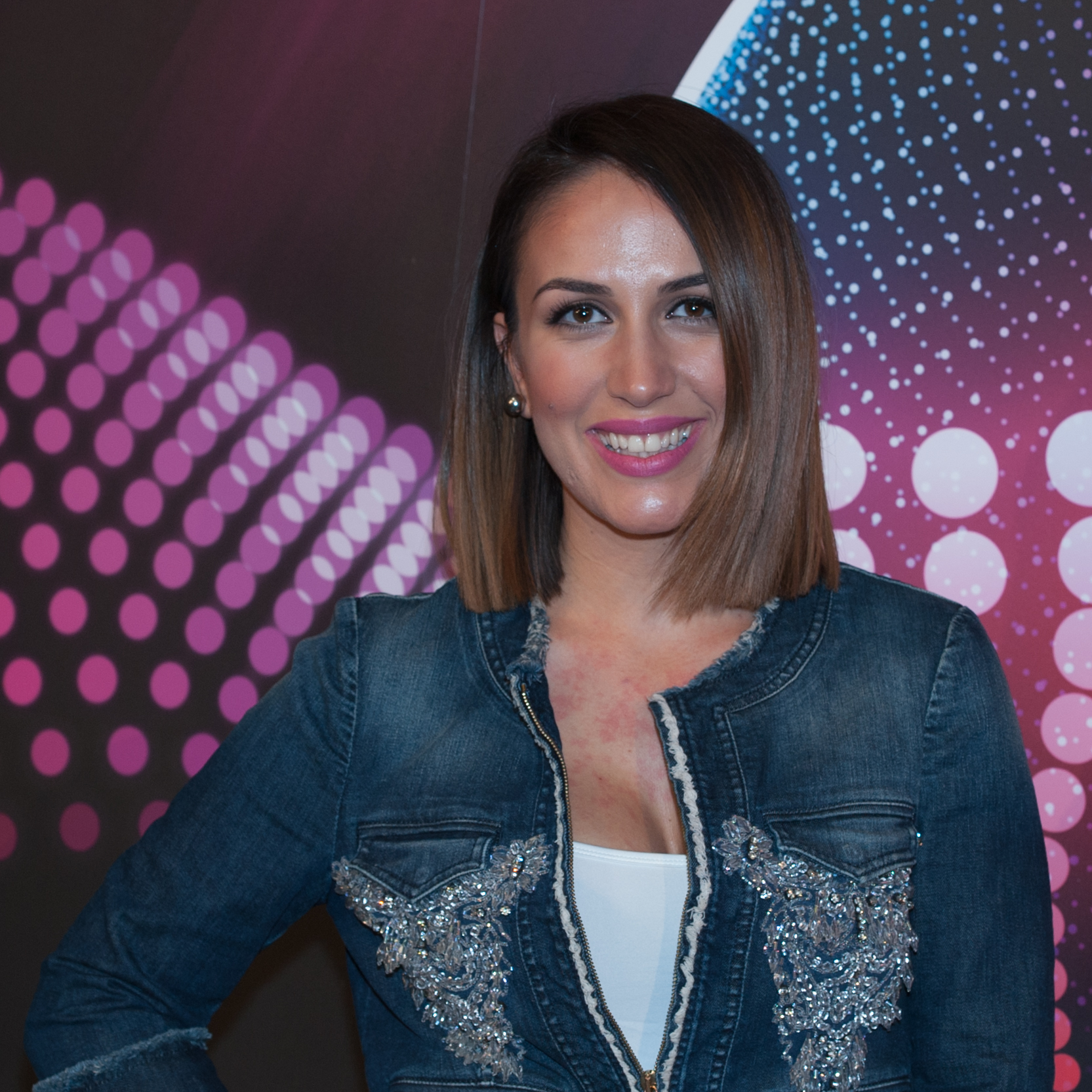
Elhaida Dani am Eurovision Song Contest 2015 in Wien

Elhaida Dani (* 17. Februar 1993 in Shkodra) ist eine albanische Sängerin. Sie vertrat ihr Heimatland Albanien beim Eurovision Song Contest 2015 in Wien, Österreich.

## Leben und Karriere

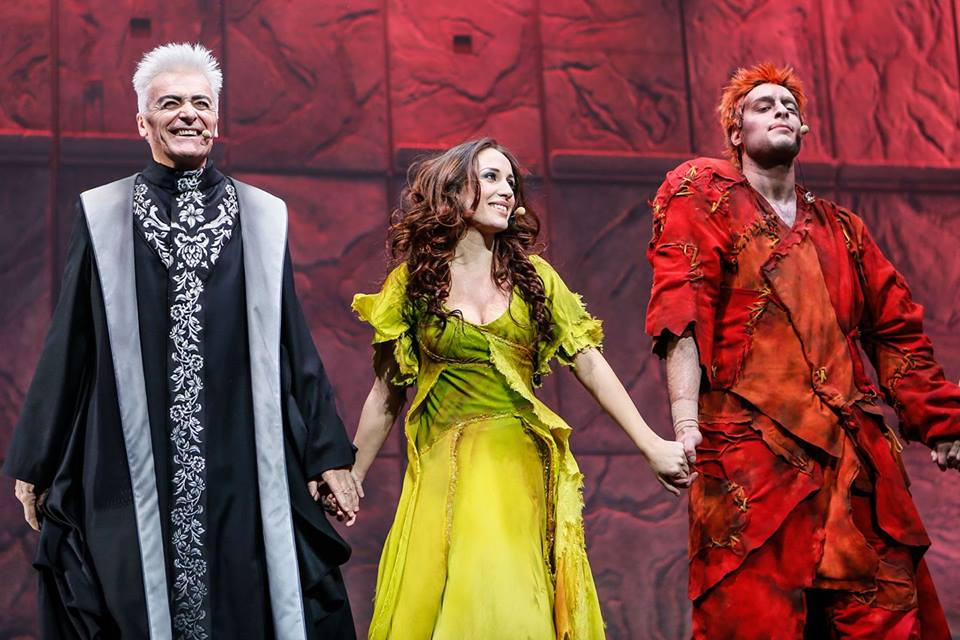
Elhaida Dani (Mitte), im Musical Notre Dame de Paris, 2016

Elhaida Dani wurde am 17. Februar 1993 in der albanischen Stadt Shkodra geboren. 2008 nahm sie beim Kënga Magjike Festival teil, 2009 gewann sie die Talentshow Star Akademi. 2012 gewann sie die Castingshow Top Fest. 2012 nahm sie an The Voice of Italy teil, der italienischen Version der Castingshow The Voice, und gewann die erste Staffel im Mai 2013. Ebenfalls 2013 veröffentlichte sie mit dem Label Universal Music ihre erste Single Baciami e Basta. Ihren ersten Auftritt auf albanischem Boden nach The Voice hatte sie im Theater ihrer Heimatstadt Shkodra an einer Veranstaltung der Medrese Haxhi Sheh Shamia, bei der sie mit Kopftuch das Lied Ya Nabi Salam Alayka von Maher Zain vortrug.
Am 28. Dezember 2014 gewann die Sängerin mit dem Lied Diell deutlich das 53. Festivali i Këngës und durfte somit Albanien 2015 beim Eurovision Song Contest in Wien mit diesem Lied vertreten. Am 24. Februar gab Dani bekannt, dass sie mit einem neuen Lied in Wien antreten werde, da der Autor von Diell den Beitrag aus dem Wettbewerb zurückgezogen hatte. Das kosovarische Duo Zzap und Chris schrieb für Elhaida einen neuen Titel namens I’m Alive.
Am Eurovision Song Contest gelang die Qualifikation fürs Finale, wo sie den 17. Platz erreichte.
Seit 2016 ist sie in der Tourneeproduktion des Musicals Notre Dame de Paris zu sehen.

## Diskografie

### EPs
| Jahr | Titel        | Höchstplatzierung, Gesamtwochen, AuszeichnungChartsChartplatzierungen (Jahr, Titel, Platzierungen, Wochen, Auszeichnungen, Anmerkungen) | Anmerkungen |
| Jahr | Titel        | IT | Anmerkungen |
| ---- | ------------ | --- | ----------- |
| 2013 | Elhaida Dani | IT28 (3 Wo.)IT | Universal   |

### Singles
- 2008: Fjala e fundit
- 2010: Si asnjëherë
- 2011: Mijëra vjet
- 2012: S’je më
- 2013: When Love Calls Your Name
- 2013: Baciami e basta
- 2013: In the Sky for a While
- 2014: Diell
- 2015: I’m Alive
- 2015: Në jetë
- 2017: Më mbaj
- 2017: E ngrirë
- 2017: Amazing
- 2017: Sugar Wings
- 2019: Clean up Your Mess (mit Plastik Funk)

### Gastbeiträge
- 2015: The Otherside (Tamar Kaprelian feat. Elhaida Dani, Elina Born, Maria Elena Kyriakou & Stephanie Topalian)